# Sahwa (Saudi-Arabien)

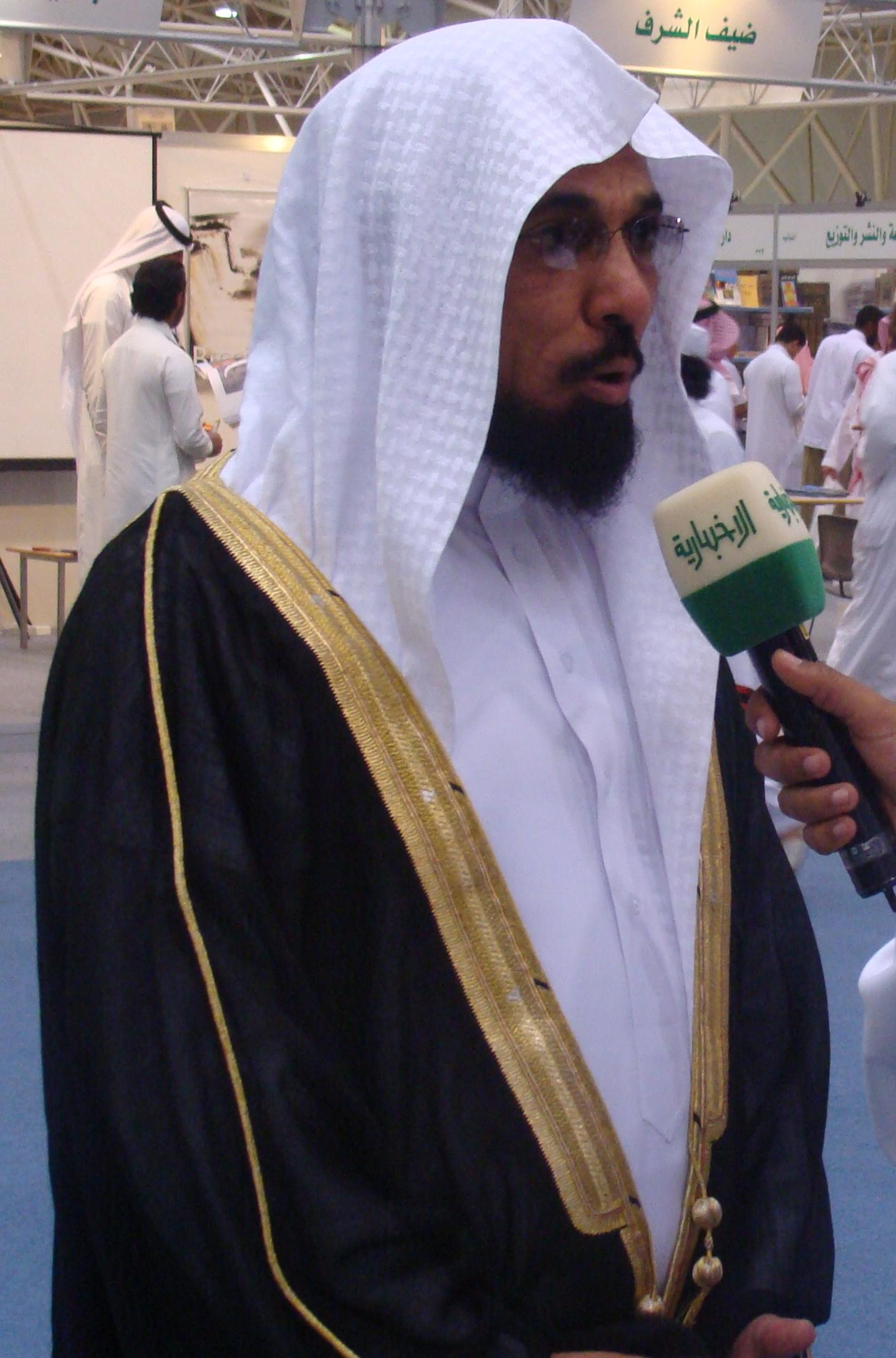
Salmān al-ʿAuda

Die Sahwa (arabisch الصحوة, DMG aṣ-ṣaḥwa ‚das Erwachen‘), eigentlich as-Sahwa al-islāmīya (الصحوة الإسلامية / aṣ-ṣaḥwa al-islāmīya / ‚islamisches Erwachen‘) ist eine einflussreiche Gruppe von islamischen Gelehrten in Saudi-Arabien, die während und nach dem Zweiten Golfkrieg das saudische Regime dadurch herausforderten, dass sie gegen die Stationierung amerikanischer Truppen auf saudischem Boden protestierten, später aber kooptiert wurden und heute das Regime gegen Kritik anderer Gruppen verteidigen. Zu den prominentesten Mitgliedern der Gruppe gehören Safar al-Hawālī (geb. 1950), Salmān al-ʿAuda (geb. 1956), ʿĀ'id al-Qarnī (geb. 1959) und Nāsir al-ʿUmar (geb. 1952). Sie wurden 1994 inhaftiert und erst 1999 wieder freigelassen. Auch Saʿd al-Faqīh, der Gründer des Movement for Islamic Reform in Arabia (MIRA), gehörte ursprünglich der Sahwa an. Die religiös-politische Ausrichtung der Sahwa, deren Mitglieder als Sahwis (ṣaḥwīyūn) bezeichnet werden, stellt eine Mischung zwischen traditionellem Wahhabitentum und der Haltung der Muslimbruderschaft dar.

## Entstehung
Die Sahwa geht auf einen losen Verband von Studierenden zurück, der sich in den 1960er Jahren an den saudischen Schulen und Universitäten bildete. Ihre Mentoren waren traditionelle wahhabitische Gelehrte und verschiedene Religionsgelehrte aus Ägypten und Syrien, die in dieser Zeit im Zuge des Ausbaus des saudischen Hochschulsystems ins Land gekommen waren. Die zwei wichtigsten dieser Gelehrten waren der Ägypter Muhammad Qutb, der Bruder von Sayyid Qutb, der an der 1967 gegründeten König-Abdulaziz-Universität von Dschidda lehrte, und der Syrer Scheich Muhammad Surūr (geb. 1938), der an verschiedenen technischen Instituten in Buraida tätig war. Anfangs hatten die Mitglieder der Gruppe keine eigenen politischen Ambitionen und vermieden jede Einmischung in staatliche Angelegenheiten. Ab den 1970er Jahren strebten die Sahwis danach, eine eigene Identität auszubilden. In den 1980er Jahren gewann die Gruppe größere Bedeutung, als sich das Regime in der Bemühung, seine islamische Legitimation abzusichern, ihren Mitgliedern zuwandte. Indem sie den Ideologen der Sahwa in den 1980er Jahren erlaubte, öffentlich aufzutreten und Anhänger zu werben, hoffte die königliche Familie, diese Randgruppe von Radikalen, die hauptsächlich aus Studenten bestand, an sich zu binden. Aufgrund der dogmatischen Ausrichtung der Gruppe ging diese Rechnung nicht auf. Die Sahwa-Gelehrten hatten zwar keine offiziellen Machtpositionen im Staat, waren jedoch sehr stark im religiösen Bildungssektor präsent, der zu dieser Zeit vom Staat massiv ausgebaut wurde. Um die Mitte der 1980er Jahre profilierten sie sich vor allem durch Polemiken gegen die modernistische Literatengruppe al-Hadātha. Verschiedene Sahwi-Intellektuelle riefen schon in den späten 1980er Jahren zur Errichtung einer "konservativen islamischen Demokratie" auf, während sie gleichzeitig den wahhabitischen Diskurs kritisierten.

## Konfrontation mit der Regierung
Die Entscheidung von König Fahd ibn Abd al-Aziz am 7. August 1990, amerikanische Truppen ins Land zu rufen, um eine mögliche Aggression von Saddam Hussein abzuwehren, löste in Saudi-Arabien eine politische Krise aus. Viele islamische Gelehrte sahen die Stationierung amerikanischer Truppen in Saudi-Arabien als Entweihung heiligen Bodens an. Durch die Krise kam ein Reformdiskurs in Gang, an dem Mitglieder der Sahwa großen Anteil hatten. Im Oktober 1990 begannen im Hause des Gelehrten ʿAbd al-ʿAzīz al-Qāsim Beratungen, die im Januar 1991 zur Abfassung eines Dokuments führten, das eine Liste von zwölf politischen Forderungen enthielt. Dazu gehörten die Einrichtung eines Konsultativrates, die regelmäßige Überprüfung der bestehenden staatlichen Vorschriften auf ihre Konformität mit der Scharia, die Prüfung der moralischen Integrität der Repräsentanten des Staates sowie die Aufgabe von außenpolitischen Allianzen, die der Scharia zu widerlaufen. Dieser "Brief der Forderungen" (ḫiṭāb al-maṭālib) wurde in den folgenden Monaten von ca. 400 Gelehrten unterschrieben, darunter auch dem Staatsmufti ʿAbd al-ʿAzīz ibn Bāz, und dem König im Mai 1991 übergeben. Der "Rat des Komitees der großen Gelehrten" (maǧlis haiʾat kibār al-ʿulamāʾ), das wichtigste Gelehrtengremium des Landes, reagierte allerdings im Juni 1991 mit einem Fatwa, in dem die Verbreitung des Briefs der Forderungen verurteilt und darauf hingewiesen wurde, dass Ratschläge den Herrschenden nicht in öffentlicher Form zu erteilen seien.
Trotz dieser wenig ermutigenden Antwort von staatlicher Seite waren die Intellektuellen der Sahwa überzeugt, dass das Reformprojekt fortgesetzt werden müsste. Als Ende 1991 Hamdān al-Hamdān, Vorsitzender der Abteilung für islamische Kultur an der König-Saud-Universität, wegen seiner Kritik an der saudischen Teilnahme bei der Madrider Konferenz von seinem Posten entlassen wurde, gründeten 15 Sahwis als informellen Kreis das "Universitätskomitee für Reform und Beratschlagung" (laǧnat al-ǧāmiʿa li-l-iṣlāḥ wa-l-munāṣaḥa), auch bekannt unter seinem arabischen Akronym Lidschām (liǧām). Dieser Kreis arbeitete in der Folgezeit einen Kommentar zu dem "Brief der Forderungen" aus, der die einzelnen Forderungen spezifizierte und sie außerdem noch um die Forderung ergänzte, dass in den "Rat des Komitees der großen Gelehrten" auch Gelehrte berufen werden sollten, die sich durch ihre Fähigkeit zum Idschtihād ausgezeichnet hätten. Das Dokument, das als "Memorandum des Ratschlags" (muḏakkirat an-naṣīḥa) bezeichnet wurde, hatte einen Umfang von 120 Seiten und wurde insgesamt von 110 Gelehrten unterschrieben, von denen 80 der Sahwa zugehörten, darunter auch Salmān al-ʿAuda, ʿĀ'id al-Qarnī und Safar al-Hawālī. Die Überreichung des Memorandums an den König Mitte 1992 und seine gleichzeitige Veröffentlichung in der in Paris erscheinenden arabischen Zeitung al-Muharrir lösten bei der königlichen Familie große Verärgerung aus.
Das Regime entzog in der Folgezeit den Sahwa-Scheichen seine Gunst und begann, Maßnahmen gegen sie zu ergreifen. ʿĀ'id al-Qarnī wurde schon im Sommer 1992 mit einem Predigtverbot belegt, und bis Anfang 1993 erfolgten ähnliche Maßnahmen gegen alle anderen prominenten Mitglieder des Kreises. Mitte 1993 wurde das Sammeln von Spenden außerhalb der offiziellen Kanäle verboten, um zu verhindern, dass derartige Gelder an die Sahwa gingen. Die staatlichen Maßnahmen gegen die Sahwa führten dazu, dass sie bis 1993 viel von ihrem gesellschaftlichen Einfluss an andere Gelehrtennetzwerke verlor, so insbesondere an den Kreis um den salafitischen Scheich Muhammad Amān al-Dschāmī (geb. 1930) und seinen Schüler Rabīʿ al-Madchalī, der schon vorher in einem Rivalitätsverhältnis zur Sahwa gestanden hatte.
Im September 1994, nach einer Serie von Kundgebungen in Buraida und Riad, die als die "Buraida-Intifada" bekannt wurden und für die die Sahwa verantwortlich gemacht wurde, inhaftierten die Behörden alle führenden Mitglieder und Top-Aktivisten des Kreises, insgesamt 110 Personen, darunter auch Salmān al-ʿAuda und Safar al-Hawālī. Die Inhaftierungswelle setzte sich bis zum Sommer 1995 fort. Im März 1995 wurden Nāsir al-ʿUmar und andere Sahwis verhaftet, die bei einem Besuch bei Ibn Bāz dessen Fatwa von 1993, das einen Friedensschluss mit Israel erlaubte, kritisiert hatten. Im Juni 1996 wurden weitere 50 Universitätsprofessoren mit Beziehungen zur Sahwa aus ihren Ämtern entlassen, darunter auch Muhammad Qutb, der nach Katar deportiert wurde. Ihre Positionen wurden vor allem mit Anhängern von Scheich al-Dschāmī wiederbesetzt.
Einige Sahwis wie Saʿd al-Faqīh und Muhammad al-Masʿarī, die wieder freigelassen wurden, gingen außer Landes und bauten oppositionelle Organisationen im Exil auf und setzten sich von dort für die Inhaftierten ein. Zur wichtigsten oppositionellen Organisation der Sahwa im Ausland wurde MIRA (Movement for Islamic Reform in Arabia) in London, die die Notlage der Inhaftierten publik machte. In Saudi-Arabien selbst endete der Sahwa-Aufstand durch die Inhaftierungswelle jedoch 1995. Zwar waren die Jahre der Inhaftierung für die Sahwis eine Leidenszeit, doch konnten sie andererseits durch die auf diese Weise unter Beweis gestellte Aufopferungsbereitschaft auch symbolisches Kapital ansammeln, das sich in Popularität und Berühmtheit niederschlug.

## Die „neue Sahwa“

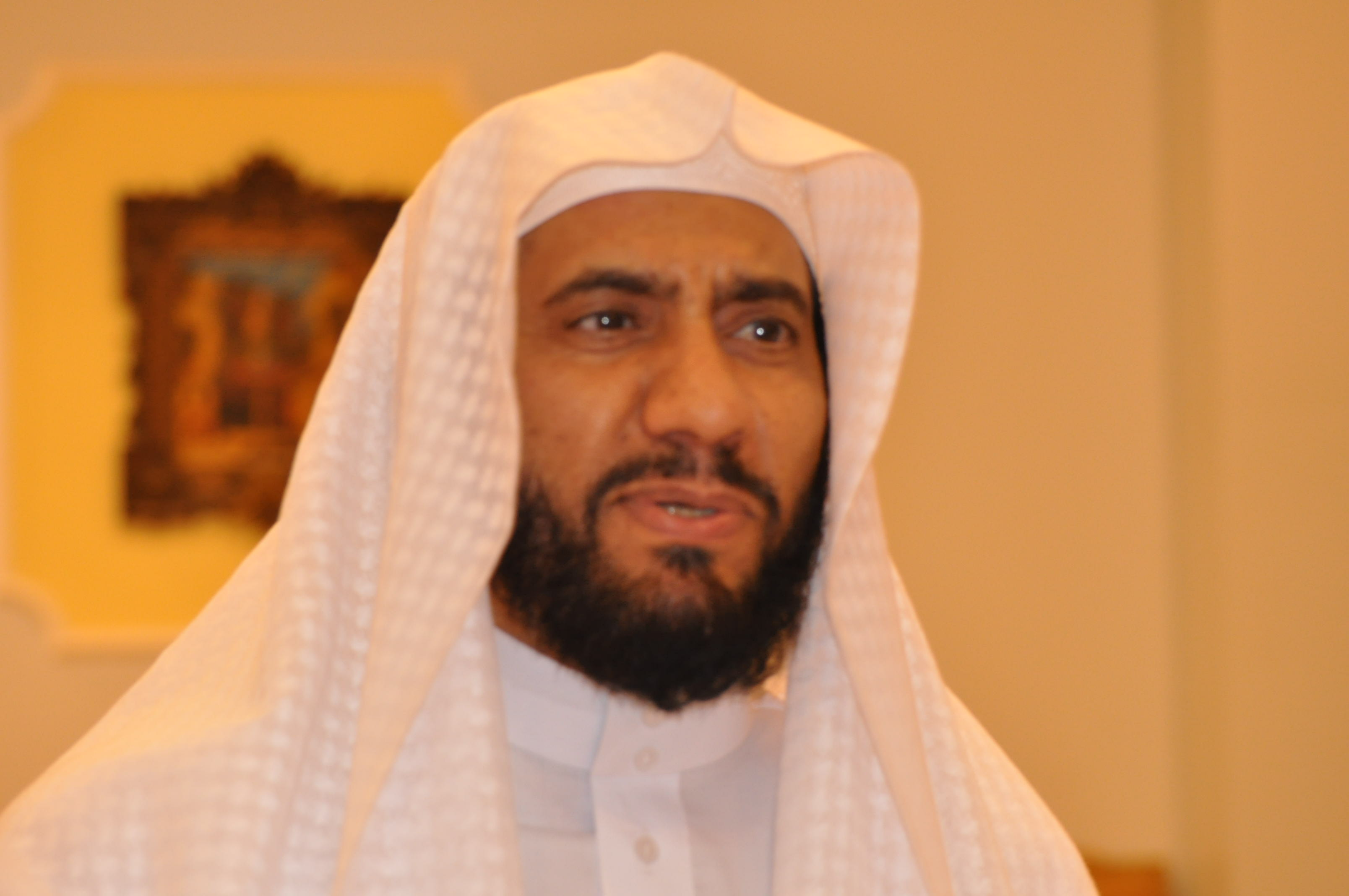
Muhsin al-ʿAwādschī

Ab 1997 wurden die Sahwis in kleinen Gruppen freigelassen, am 25. Juni 1999 erfolgte auch die Freilassung der führenden Mitglieder Salmān al-ʿAuda, Safar al-Hawālī und Nāsir al-ʿUmar. Aufgrund des Ansehens, das sie sich durch ihre Kritik am Regime erworben haben, konnten die Sahwa-Gelehrten das staatliche religiöse Establishment, das hauptsächlich aus dem blassen Abd al-Aziz bin Abdullah Al asch-Schaich bestand, schnell in den Schatten stellen. Nachdem 1998 in Saudi-Arabien das Internet eingeführt worden war, nutzten die Sahwis dieses Medium sehr stark und bauten virtuelle Gemeinschaften von Gleichgesinnten auf.  Das Lager der Sahwa zerfiel nun aber in drei verschiedene Gruppen, die Lacroix mit den Begriffen „neue Sahwa“, „Islamo-Liberale“ und „Neo-Dschihadis“ bezeichnet. Während die Islamo-Liberalen weiter eine radikale Form des politischen Systems verlangten und die Neo-Dschihadis den totalen Krieg gegen die USA und die Unterstützung für al-Qaida als die höchste Priorität ansahen, schlugen die Vertreter der „neuen Sahwa“, zu denen die früheren Hauptakteure der Sahwa gehörten, gegenüber dem Staat einen moderateren Ton an und präsentierten sich als Vertreter eines Mittelweges (wasatīya). Eines der bekanntesten Internetforen der Sahwa wurde der 2000 von Muhsin al-ʿAwādschī gegründete „Club des Mittelweges“ (muntadā al-al-wasatīya). Die Unterstützung des Regimes durch die Scheiche der neuen Sahwa führte dazu, dass auch das Regime ihnen gegenüber toleranter wurde.
Unter Bezugnahme auf das Ideal des Mittelweges und das Prinzip des „Allgemeinwohls“ (al-maṣlaḥa al-ʿāmma) verurteilten die Scheiche der neuen Sahwa auch die Anwendung von Gewalt, so zum Beispiel die Terroranschläge vom 11. September. Als am 12. Mai 2003 bei einer Selbstmordanschlagsserie von al-Qaida in Riad 34 Menschen starben, unterzeichneten al-ʿAuda, al-Hawālī und mehrere andere bedeutende Mitglieder der Sahwa-Gruppe eine Erklärung, die die Anschläge verurteilte. Als die Regierung Fahndungslisten veröffentlichte, riefen die Sahwi-Scheiche die Dschihadis auf, sich selbst zu stellen und weiteres Blutvergießen zu verhindern. Zeitweise nahmen sie mit den Dschihadisten sogar Verhandlungen auf.
Daneben verteidigten sie das Regime nun auch gegenüber den Anhängern der Reform-Bewegung von Saʿd al-Faqīh, der seine Kritik am saudischen Königshaus über Internetforen und über Satellitenradio in Saudi-Arabien verbreitete.  2005 genoss die Gruppe noch größere Freiheit als vor ihrer Konfrontation mit der Regierung Anfang der 1990er Jahre.
Die Sahwa-Gruppe kritisiert aber weiter die enge Beziehung des Regimes mit den USA sowie das, was sie als Angriff auf islamische Glaubensüberzeugungen und Rituale betrachtet. Hinsichtlich des Terrorismus ist die Position der Sahwa, insbesondere ihrer beiden führenden Köpfe al-Hawālī und al-ʿAuda, ambivalent: Während sie ihn im eigenen Land verurteilen, befürworten sie ihn im Ausland, um auf diese Weise Zuspruch vom saudischen Staat und aus der saudischen Gesellschaft zu erhalten. Am 5. November 2004, am Vorabend der Belagerung von Falludscha, unterzeichneten 26 saudische Gelehrte, die meisten davon Sahwis, einen „offenen Brief an das irakische Volk“, der die Iraker aufforderte, in einen defensiven Dschihad gegen die amerikanische Militärbesatzung einzutreten. Es ist die unterschiedliche Einstellung gegenüber der strategischen Partnerschaft mit den USA, die die Sahwa und das Regierungslager in Saudi-Arabien am meisten voneinander trennt.

## Differenzen innerhalb der Gruppe
Hinsichtlich außenpolitischer Fragen und der Ablehnung militanter Islamisten im eigenen Land bilden die Sahwa-Gelehrten eine gemeinsame Front, in anderen Fragen, insbesondere solchen, die den religiösen und politischen Pluralismus im Land betreffen, besteht im Kreise der Sahwa aber weniger Einigkeit. Salmān al-
ʿAuda zum Beispiel hat sich im Juni 2003 bei einer "Konferenz für Nationalen Dialog", die von Kronprinz Abdullah ibn Abd al-Aziz organisiert wurde, mit Sufis und dem schiitischen Gelehrten Hasan as-Saffār getroffen und soll auch die Reformpetition zur Schaffung einer konstitutionellen Monarchie vom Dezember 2003, die von mehreren anderen Sahwa-Mitglieder unterzeichnet wurde, unterstützt haben. ʿĀ'id al-Qarnī besuchte 2004 demonstrativ schiitische Gemeinden und Persönlichkeiten in der Provinz asch-Scharqiyya. Safar al-Hawālī und Nāsir al-ʿUmar lehnen dagegen jeden Dialog mit den saudischen Schiiten und auch politische Reformen ab.